# Centrale nucléaire de Greifswald
La centrale nucléaire de Greifswald, aussi appelée centrale nucléaire de Lubmin (nom officiel : VE Kombinat Kernkraftwerke Bruno Leuschner Greifswald), était la plus grosse centrale nucléaire de l'ex-Allemagne de l'Est. 

## Historique
La centrale fut construite entre 1968 et 1979, le premier réacteur nucléaire ayant été mis en service en 1973. Les quatre réacteurs, qui appartenaient à la filière WWER-440/230, possédaient une puissance unitaire de 408 MW. Le projet de construire quatre nouveaux réacteurs de type WWER-440/213 n'a pas été réalisé, seul un réacteur fut construit et il n'a jamais été mis en service.
À la suite de la réunification allemande, le gouvernement décide de stopper les réacteurs, jugés peu fiables car de conception soviétique. Les groupes écologistes et citoyens obtinrent la fin des essais du réacteur n°5, qui n'a jamais été mis en service commercial. La mise à l'arrêt définitif des réacteurs 1 à 4 a été réalisée en 1995, ce qui honora la centrale de Greifswald du titre de « première centrale nucléaire définitivement arrêtée en Allemagne ».
Des dix mille personnes qui travaillaient à la centrale lorsqu'elle fonctionnait, il reste environ mille employés chargés du démantèlement nucléaire des installations.

## Accident connu
Le 7 décembre 1975, un court-circuit se produit sur le transformateur du réacteur n°1, entraînant un petit incendie qui détruit l'alimentation de 5 pompes de refroidissement principales. Seule, la 6ème pompe dont l'alimentation électrique dépendait par hasard d'un autre réacteur, put continuer l'alimentation en eau. Il y avait un risque majeur en effet, car puisqu'il n'y a que 6 pompes en tout, il aurait pu se produire une fusion du cœur si la dernière pompe n'avait pas refroidi le réacteur. 
L'intervention rapide des pompiers permet d'éteindre l'incendie et de rétablir provisoirement l'alimentation de toutes les pompes. L'incident n'est révélé au public qu'en 1989, après la chute du mur de Berlin. L'AIEA a classé l'incident au niveau 3 de l'échelle INES.